# Tessellana
Genre
Tessellana est un genre de sauterelles de la famille des Tettigoniidae.

## Liste des espèces rencontrées en Europe
Selon Fauna Europaea (4 octobre 2021) :
- Tessellana carinata
- Tessellana lagrecai
- Tessellana nigrosignata
- Tessellana orina
- Tessellana tessellata - la Decticelle carroyée
- Tessellana veyseli